# المنصة (مسلسل)
المنصة هو مسلسل إماراتي عن حرب المعلومات والميديا، من تأليف الكاتب السوري هوزان عكو وإخراج المخرج الألماني رودريغو كريشنار. عرض على نتفليكس وقناة أبوظبي.

## قصة المسلسل
تدور أحداث المسلسل حول حياة أخويين يعيشان داخل عائلة مفككة يحصلان على معلومات سريّة فيقرران تزويد العالم بها وإنشاء منصة في العالم الافتراضي لتجميع كل هذه المعلومات وتخزين أسرارها.
فتبدأ الصراعات في عدد من البلدان في الشرق الأوسط من أجل الحفاظ على المعلومات السرية بحوزتهما من الجهات الأخرى التي تحاول الحصول عليها.